# Wolfgang Weber (Manager)
Wolfgang Weber (* 18. September 1935 in Heilbronn) ist ein deutscher Manager.

## Berufliche Tätigkeit
Wolfgang Weber war von 1972 bis 1992 Vorstandsvorsitzender und danach bis Januar 1993 Aufsichtsratschef der Südmilch AG in Stuttgart, damals der größte deutsche Molkereikonzern. Bei der Gründung der Südmilch AG am 29. Juni 1972 wurde Wolfgang Weber von den damaligen Aufsichtsräten, unter der Leitung des damaligen Aufsichtsratsvorsitzenden und Mitgründer der Südmilch AG, Friedrich Wilhelm Schnitzler, zum Vorstandsvorsitzenden des Molkereikonzerns zur Wahl vorgeschlagen und an die Konzernspitze der Südmilch AG gewählt. Die Südmilch AG hatte einen damaligen Jahresumsatz von 13 Milliarden DM. 1990 war unter der Leitung der Südmilch AG die Sachsenmilch AG gegründet worden, deren Leitungsfunktionen weitgehend mit Personen aus dem Südmilch-Vorstand besetzt wurden. Wolfgang Weber wurde auch dort zum Vorstandsvorsitzenden gewählt.
Nach einem misslungenen Know-How Verkauf der Sachsenmilch AG durch Weber verlor die Südmilch AG 38 Millionen DM. Dieser Betrugsfall gelang Weber mit Hilfe eines Angestellten der Deutschen Bank, der dem Aufsichtsrat der Südmilch AG und der Sachsenmilch AG gefälschte Bilanzen vorlegte. So verschleierte Weber bis zu seiner Flucht 1993 nach Paraguay seinen Finanzbetrug.

## Haftbefehl und Verurteilung
Wolfgang Weber floh 1993 nach Paraguay, da in Paraguay Steuer- und Finanzbetrug nicht strafrechtlich verfolgt werden. In Paraguay betrieb Weber Rinderzuchtfarmen. Weber wurde deshalb per Haftbefehl gesucht, jedoch lieferte Paraguay Weber nicht an die Bundesrepublik Deutschland aus, da Weber durch den Aufbau der Rinderzuchtfarmen Arbeitsplätze für dortige Farmer schuf. Weber wollte trotzdem wieder zurück nach Deutschland und verhandelte über die deutsche Botschaft mit der deutschen Staatsanwaltschaft über eine geringfügigere Strafe. 2003 wurde durch eine Sicherheitsleistung von 100.000 Euro der Haftbefehl gegen Weber außer Vollzug gesetzt. Weber wurde zu einer Haftstrafe von zwei Jahren verurteilt, die zur Bewährung ausgesetzt wurde.